# Abdij Schaffhausen

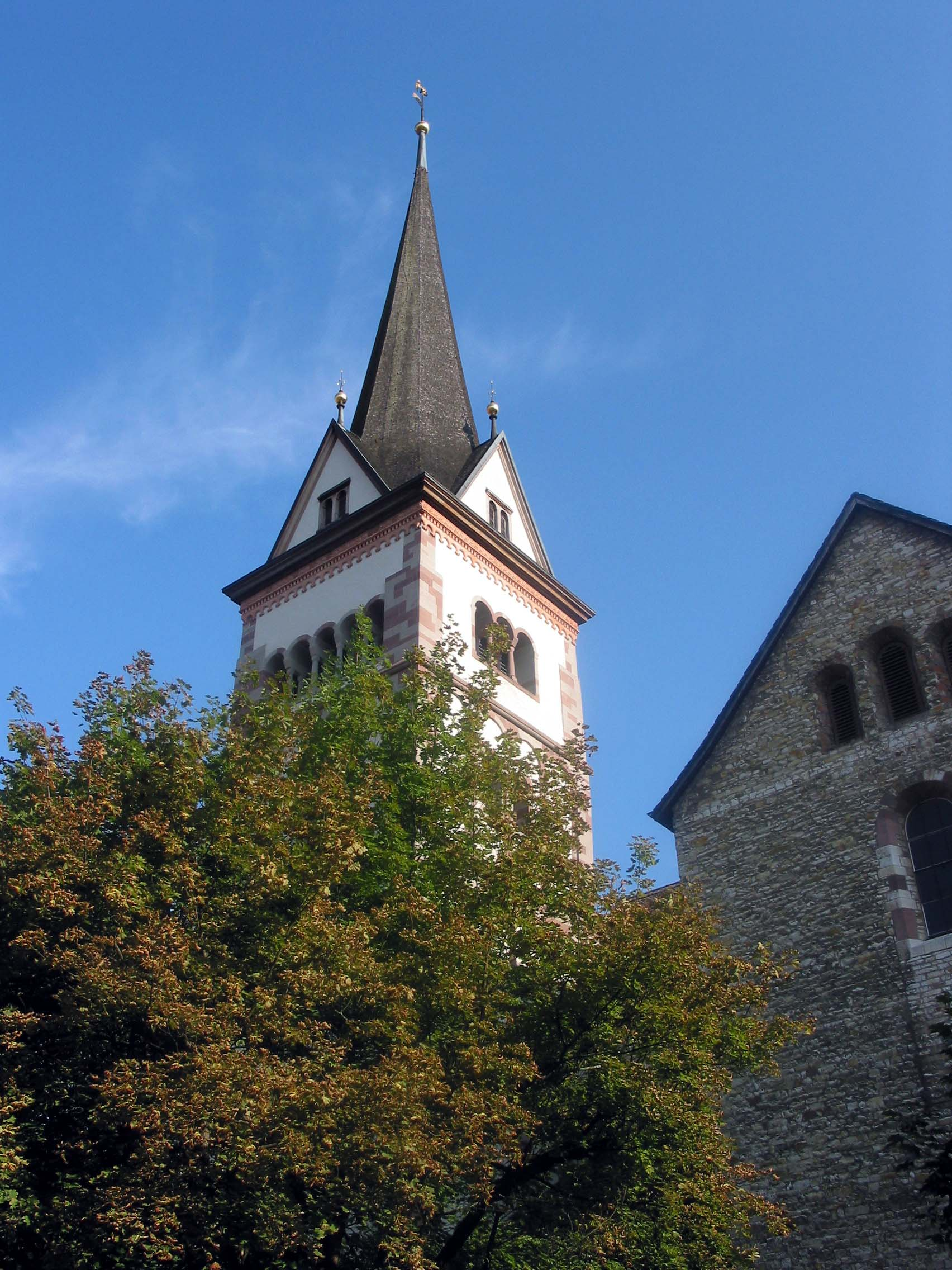
Toren van het klooster

De Abdij Schaffhausen of Abdij Allerheiligen was een benedictijnerabdij in bij Schaffhausen in Zwitserland.
In 1049 stichtte graaf Eberhard van Nellenburg de Abdij Allerheiligen aan de Rijn. De abdij verkreeg omstreeks 1080 de plaats Schaffhausen met het marktrecht en muntrecht. Een belangrijke aanwinst was het Mundat (of immuniteit), een gebied binnen het huidige kanton Schaffhausen, verkregen van de graven van Nellenburg. Hiermee had de abdij een echt territorium verworven.
De voogdij ging onder keizer Frederik I in 1189 over van Nellenburg aan het Heilige Roomse Rijk. Van 1198 tot 1218 was de voogdij in het bezit van de hertogen van Zähringen, waarna het onder keizer Frederik II weer aan het Rijk kwam.
Zowel de abdij als de stad zijn dan rijksvrij. De abdij blijft echter wel rechten in de stad uitoefenen, zoals tot 1407 de aanstelling van de schout. In de strijd van keizer Frederik II met de paus stond de stad aan de kant van de keizer en de abdij aan de kant van de paus.
In 1521 was er de Allerheiligen oorlog. De abdij stond de voogdij over het buiten de stad gelegen Hallau over aan de stad.
In 1529 voerde de stad Schaffhausen de Reformatie in en kwam er een eind aan de abdij.